# کومور اوییشن اینترنشنال
کومور اوییشن اینترنشنال (به انگلیسی: Comores Aviation International) یک شرکت هواپیمایی با کد یاتا O5 است که در ۱۹۹۶ میلادی تأسیس شده‌است. دفتر مرکزی کومور اوییشن اینترنشنال در مورونی، مجمع‌الجزایر قمر واقع شده‌است و قطب این شرکت هواپیمایی در فرودگاه بین‌المللی شاهزاده سعید ابراهیم قرار دارد و به ۷ مقصد، پرواز انجام می‌دهد.